# Nabu-apla-iddina
Nabu-apla-iddina (geschreven als dAG-A-SUM-na, dPA-A-SUM-na, dAG-IBIL-SUM-[na]) was ca 887-855 v.Chr. koning van Babylonië.

Hij was een energiek vorst die de Arameeërs in zuidelijk Mesopotamië aanviel en zelfs het dal van de Eufraat tot aan de Khabur bezette. Een expeditie van Tukulti-Ninurta II heeft mogelijk tegen hem in zijn beginjaren plaatsgevonden. Toch onderhield hij goede betrekkingen met Assurnasirpal II van Assyrië, behoudens wat aanvankelijke schermutselingen in de buurt van Suhi. De beide rijken hadden daarmee baat om economische en culturele redenen. Zij hadden ook een gezamenlijk Aramees probleem.
Een ander probleem was dat het beeld van de god Šamaš nog ontbrak. In het Sippartablet geeft de koning aan dat zijn voorgangers dit niet goed hadden kunnen vervangen omdat ze geen geschikt model ervan hadden en 'Šamaš zijn gezicht niet aan hen getoond had'. In plaats van een echte gelijkenis van de god moesten de Babyloniërs het doen met een eenvoudige zonneschijf. Dit werd als minderwaardig beschouwd. Echter onder Nabu-apla-iddina had Šamaš een model van klei van het goddelijk beeld geopenbaard zodat er eindelijk weer een echt beeld vervaardigd kon worden en de koning het kon inwijden met een mondwassingsritueel.
Het herstel van de cultus van de zonnegod past goed in het algemeen programma van deze krachtige vorst. Hij rekende af met de Suteeërs, stichtte nieuwe heiligdommen en onder hem nam de literatuur een hoge vlucht. Er waren bijvoorbeeld de s a . g i g-teksten op medisch gebied. In Uruk blijkt dat ook de tempels welvoeren bij zijn bewind.

In de latere jaren van zijn bewind is er een verdrag met Assurnasilpals opvolger Salmanasser III, die later zijn verplichtingen gestand zou doen door Nabu-apla-iddina's zoon en opvolger Marduk-zakir-shumi I te helpen zijn troon te behouden.